# Rejencja Darmstadt
Rejencja Darmstadt (niem. Regierungsbezirk Darmstadt) – jedna z trzech rejencji niemieckiego kraju związkowego Hesja. Główny urząd rejencji, prezydium (Regierungspräsidium) ma siedzibę w Darmstadt.

## Geografia
Rejencja Darmstadt leży w południowej części Hesji. Od południa graniczy z Badenią-Wirtembergią, od zachodu z Nadrenią-Palatynatem, od północy z rejencją Gießen i od wschodu z Bawarią. Rejencję zamieszkuje ponad połowa ludności Hesji.

## Historia
Rejencja istnieje od powstania kraju związkowego Hesji w 1945. Obejmowała wówczas 2 terytoria (południowe wokół Darmstadt i Górną Hesję na północy), rozdzielone przez rejencję Wiesbaden. W 1972 rejencję Wiesbaden włączono do rejencji Darmstadt, z której z kolei 1 stycznia 1981 wydzielono północne powiaty, tworząc rejencję Gießen.

## Podział administracyjny
W skład rejencji Darmstadt wchodzą 4 miasta na prawach powiatu, 10 powiatów oraz 3 miasta o szczególnym statusie (Sonderstatusstadt), które przejęły niektóre zadania powiatów.
Miasto na prawach powiatu:
| Lp. | Nazwa miasta                            | Ludność (31.12.2012) | Powierzchnia km² |
| --- | --------------------------------------- | -------------------- | ---------------- |
| 1   | Darmstadt                               | 147 925              | 122,09           |
| 2   | Frankfurt nad Menem (Frankfurt am Main) | 687 775              | 248,31           |
| 3   | Offenbach am Main                       | 116 945              | 44,89            |
| 4   | Wiesbaden                               | 272 636              | 203,92           |

Powiaty ziemskie:
| Lp. | Nazwa powiatu     | Ludność (31.12.2012) | Powierzchnia km² | Liczba gmin |
| --- | ----------------- | -------------------- | ---------------- | ----------- |
| 1   | Bergstraße        | 261 695              | 719,52           | 22          |
| 2   | Darmstadt-Dieburg | 284 413              | 658,65           | 23          |
| 3   | Groß-Gerau        | 254 883              | 453,05           | 14          |
| 4   | Hochtaunus        | 228 098              | 482,02           | 13          |
| 5   | Main-Kinzig       | 403 134              | 1397,55          | 29          |
| 6   | Main-Taunus       | 226 113              | 222,39           | 12          |
| 7   | Odenwald          | 96 648               | 623,98           | 15          |
| 8   | Offenbach         | 336 265              | 356,30           | 13          |
| 9   | Rheingau-Taunus   | 180 911              | 811,48           | 17          |
| 10  | Wetterau          | 293 940              | 1100,73          | 25          |